# قادس

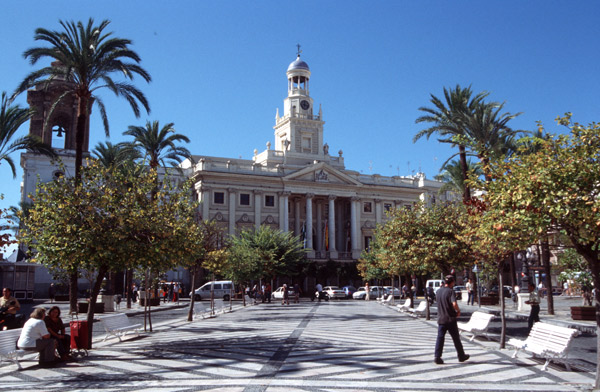
قادس

غادِش أو قادِس (بالإسبانية: Cádiz غادس") واحدة من أعرق المدن الإسبانية الساحلية في جنوب الأندلس وهي عاصمة مقاطعة قادس ومبنية على شبه جزيرة ضيقة وطويلة تمتد إلى داخل خليج

## تاريخ
تقول غالبية الآراء والأبحاث أن الفينيقيين هم بناة المدينة سنة 1104 قبل الميلاد وذلك حسب المؤرخ ليفيليوس.[بحاجة لمصدر] وعندما يذكر سترابون جزيرة غاديرا (قادس) ينقل عن أهل الجزيرة قولهم بأن ثلاث هجرات كانت تمت إليها من مدينة صور، وذلك بقصد السيطرة على المضيق المخرج للبحر الأبيض المتوسط، ولإعمار الجزر التي تقع في الأطلسي، قرب هذا المخرج. وقد نسب أبناء غاديرا البعثات الثلاث إلى وحي كان يجيء للصوريين. وهذا ما كشف لعبته بوزيدونيوس، كما يذكر ذلك سترابون، حيث كشف أن الفينيقيين كانوا يخدعون البحارة الغرباء أيضاً بقولهم أن أعمدة هرقل هي حدود لنهاية الأرض.
وقد بنى كتاب الإغريق الأساطير حول غاديرا هذه بفضل الغموض الذي كان يضفيه عليها الفينيقيون. ففيها، حسب رأيهم، ينابيع مسحورة ترتفع مياهها، وتهبط بعكس حركة المد، كما فيها أشجار ليست كأشجار الدنيا. وفيها تفاح من ذهب، وأغنام ليست كالأغنام الأخرى. ويرى سترابو أنّ غاديرا هذه هي «أرضية» نفسها التي تكلم عنها الإغريقي «فريسيد»، وهي كانت مسرحاً لأسطورة الجيرون. وفي زمن هيرودت، كان سمع هذا عن نهر يدعى «أرضين» يصب في بحر الشمال الأوروبي. وقد رفض القبول بأن يكون مثل هذا النهر من تسمية غير الإغريق. واعتقد أنه كلمة إغريقية أطلقها بعض الشعراء. كما لم يستطع الاستعلام عن جزائر التنك (القصدير) التي كان يجلب منها التجار الفينيقيون الكهرمان والتنك. ولم يعرف شيئاً عن البحر الذي يحيط أوروبا من الغرب والشمال. ولكن تسمية النهر «أرضين» تثبت الوجود الفينيقي هناك، رغم شك هيرودتوس بالموضوع من أساسه، في القرن الخامس ق.م.
عندما وصف سترابون كثافة سكان جزيرة غاديرا في زمنه قال " إنها المدينة التي تستخدم أكبر عمارات بحرية تجارية، سواء في البحر الداخلي، أم في البحر الخارجي. ورغم أن سكانها يقيمون على جزيرة ضيقة فهم نادراً ما يضعون أقدامهم على اليابسة، ولم يبق لهم أية جزر تمدهم بالثروة. ولهذا فهم يعيشون معظم أوقاتهم في البحر. وقلائل منهم يعيشون بصورة دائمة في غاديرا أو في روما. أما عدد المواطنين وبدون هذه الحالة، يمكننا اعتباره يفوق أية مدينة أخرى، باستثناء روما. وكان منها في الجيش الروماني خمسمائة فارس، وهو رقم لم تصل إليه سوى " باتافيوم " في إيطاليا. ويذكر لنا " تيت ليف " أنها قدّمت أموالاً كثيرة لجيوش قرطاجة، وكانت قاعدة حربية للأسطول في حروب حنبعل.
وكتب سترابون يصف سكان جزيرة غاديرا فقال: " هذه الجزيرة لا تتميز بشيء عن غيرها إلا بشجاعة سكانها في الملاحة، وبعلاقتهم بالرومان، مما أعطاهم دافعاً للنجاح في جميع الميادين. وقد غدت جزيرتهم الأكثر شهرة بين جميع الجزر، رغم كونها واقعة في نهاية الأرض.

## توأمة
- طنجة، المغرب.